# Atlanta Falcons 2024
La stagione 2024 degli Atlanta Falcons è stata la 59ª della franchigia nella National Football League e la prima con Raheem Morris come capo-allenatore.

## Scelte nel Draft 2024
| Scelte dei Falcons nel Draft 2024 |        |                                     |                                     |                                     |                 |
| Giro                              | Scelta | Giocatore                           | Ruolo                               | College                             | Note            |
| 1                                 | 8      | Michael Penix Jr.                   | QB                                  | Washington                          |                 |
| 2                                 | 35     | Ruke Orhorhoro                      | DT                                  | Clemson                             |                 |
| 2                                 | 43     | Scambiata con gli Arizona Cardinals | Scambiata con gli Arizona Cardinals | Scambiata con gli Arizona Cardinals |                 |
| 3                                 | 74     | Bralen Trice                        | LB                                  | Washington                          |                 |
| 3                                 | 79     | Scambiata con gli Arizona Cardinals | Scambiata con gli Arizona Cardinals | Scambiata con gli Arizona Cardinals | da Jacksonville |
| 4                                 | 109    | Brandon Dorlus                      | DT                                  | Oregon                              |                 |
| 5                                 | 143    | JD Bertrand                         | LB                                  | Notre Dame                          |                 |
| 6                                 | 186    | Jase McClellan                      | RB                                  | Alabama                             | da Minnesota    |
| 6                                 | 187    | Casey Washington                    | WR                                  | Illinois                            |                 |
| 6                                 | 197    | Zion Logue                          | DT                                  | Georgia                             | da Cleveland    |

## Staff
| Staff degli Atlanta Falcons |
| --- |
| Organi dirigenziali - Proprietario/Chairman - Arthur Blank - PresidentE/CEO – Rich McKay - General manager – Terry Fontenot - Vice presidente del personale dei giocatori – Kyle Smith - Direttore del personale professionistico – Shepley Heard - Direttore delle operazioni degli allenatori – Brian Griffin - Direttore degli osservatori del college – Anthony Robinson - Direttore senior dell'amministrazione del football – Chris Olsen - Dirigente del personale senior – Ryan Pace - Osservatori nazionali – Ruston Webster, Phil Emery e Joel Collier Capo allenatore - Capo-allenatore - Raheem Morris Altri allenatori - Preparatore atletico – Dr. Thomas Stallworth - Assistente p.a. – Roderick Moore Jr - Assistente p.a. – Bobby Thomas Allenatori dell'attacco - Coordinatore offensivo – Dave Ragone - Quarterback – Charles London - Running back – Michael Pitre - Ricevitori– T.J. Yates - Tight end – Justin Peelle - Offensive line – Dwayne Ledford - Assistente offensive line – Mario Jeberaeel - Assistente offensivo senior – Steve Jackson - Assistente attacco – Danny Breyer - Assistente attacco – Nick Edwards Allenatori della difesa - Coordinatore difensivo – Dean Pees - Defensive line – Gary Emanuel - Linebacker – Frank Bush - Outside linebacker – Ted Monachino - Secondaria – Jon Hoke - Assistente defensive back – Nick Perry - Assistente difesa – Lanier Goethie - Assistente difesa – Matt Pees Allenatori dello special team - Coordinatore dello special team: Marquice Williams - Assistente senior – Steve Hoffman |

## Roster
| Roster degli Atlanta Falcons |
| --- |
| Quarterback - 18 Kirk Cousins - 9 Michael Penix Jr. Running Back - 25 Tyler Allgeier - 30 Jase McClellan - 7 Bijan Robinson - 26 Avery Williams Wide Receiver - 12 KhaDarel Hodge - 5 Drake London - 34 Ray-Ray McCloud - 1 Darnell Mooney - 82 Casey Washington Tight End - 85 Ross Dwelley - 8 Kyle Pitts - 89 Charlie Woerner Offensive Linemen - 65 Matthew Bergeron G - 67 Drew Dalman C - 56 Jovaughn Gwyn G - 68 Kyle Hinton G - 63 Chris Lindstrom G - 70 Jake Matthews T - 76 Kaleb McGary T - 64 Ryan Neuzil C - 77 Storm Norton T Defensive Linemen - 54 Brandon Dorlus DT - 99 Eddie Goldman NT - 95 Ta'Quon Graham DE - 96 Zach Harrison DE - 97 Grady Jarrett DE - 90 David Onyemata NT - 98 Ruke Orhorhoro DT - 93 Kentavius Street DE Linebacker - 44 Troy Andersen ILB - 40 JD Bertrand ILB - 0 Lorenzo Carter OLB - 17 Arnold Ebiketie OLB - 55 Kaden Elliss ILB - 15 Matthew Judon OLB - 53 Nate Landman ILB - 51 DeAngelo Malone OLB - 50 James Smith-Williams OLB Defensive Back - 29 Micah Abernathy FS - 20 Dee Alford CB - 3 Jessie Bates FS - 27 Richie Grant SS - 33 Antonio Hamilton CB - 21 Mike Hughes CB - 22 Clark Phillips III CB - 31 Justin Simmons FS - 24 A.J. Terrell CB Special Team - 6 Younghoe Koo K - 49 Liam McCullough LS - 13 Bradley Pinion P Lista delle riserve - 52 Milo Eifler ILB (IR) - 36 Harrison Hand CB (IR) - 23 DeMarcco Hellams FS (IR) - 14 Rondale Moore WR (IR) - 48 Bralen Trice OLB (IR) Squadra di allenamento - 19 Chris Blair - 35 Natrone Brooks CB - 37 Dane Cruikshank SS - 81 Dylan Drummond WR - 87 John FitzPatrick TE - 91 Demone Harris OLB - 72 Kehinde Oginni Hassan OLB - 92 Khalid Kareem DE - 32 Kevin King CB - 59 Zion Logue DT - 94 LaCale London NT - 86 Jesse Matthews WR - 4 Nathan Peterman QB - 47 Monty Rice ILB - 74 Andrew Stueber T - 28 Carlos Washington Jr. RB - 71 Elijah Wilkinson T Roster aggiornato al 8 settembre 2024 52 attivi, 6 inattivi, 16 nella squadra di allenamento |
| Legenda - I rookie sono in corsivo. - Il primo ruolo è il principale mentre gli eventuali successivi indicano i ruoli secondari. - (IR) sta per Injured Reserve ed indica la lista ristretta per un solo giocatore infortunato che può tornare ad allenarsi dopo la settimana 6 e a rientrare in prima squadra dopo che questa ha giocato 8 partite. - (NF-Inj.) / (NF-Ill.) stanno rispettivamente per Non-Football Injured e Non-Football Illness ed indicano le liste dove viene inserito un giocatore che ha un infortunio o una malattia non dipendente dal football americano. - (PUP) sta per Physically Unable to Perform ed indica la lista dove viene inserito un giocatore mentre è in attesa di recuperare la condizione fisica. Nella stagione regolare dopo la sesta partita giocata dalla propria squadra, il giocatore ha tempo tre settimane per riprendere ad allenarsi, più tre settimane aggiuntive dal suo rientro agli allenamenti per rientrare in prima squadra. |

## Precampionato
Il 15 maggio 2024, insieme con il calendario della stagione regolare, furono annunciate le gare del precampionato.
| Precampionato |           |            |                      |           |        |                       |             |         |
| Settimana     | Data      | Ora (ET)   | Avversario           | Risultato | Record | Stadio                | TV          | Sintesi |
| 1             | 9 agosto  | 7:00 p.m.  | @ Miami Dolphins     | S 13-20   | 0-1    | Hard Rock Stadium     | Fox 5 (Fox) | Sintesi |
| 2             | 17 agosto | 12:00 p.m. | @ Baltimore Ravens   | S 12-13   | 0-2    | M&T Bank Stadium      | Fox 5 (Fox) | Sintesi |
| 3             | 23 agosto | 7:00 p.m.  | Jacksonville Jaguars | S 0-31    | 0-3    | Mercedes-Benz Stadium | Fox 5 (Fox) | Sintesi |

## Stagione regolare

### Calendario
Il calendario della stagione regolare fu reso noto il 15 maggio 2024. Data e orario della gara di settimana 18 furono definiti il 29 dicembre, subito dopo lo svolgimento del diciassettesimo turno.
| Stagione regolare |                    |                    |                             |                    |                    |                            |                    |                    |
| Settimana         | Data               | Ora (ET)           | Avversario                  | Risultato          | Record             | Stadio                     | TV                 | Sintesi            |
| 1                 | 8 settembre        | 1:00 p.m.          | Pittsburgh Steelers         | S 10-18            | 0-1                | Mercedes-Benz Stadium      | Fox                | Sintesi            |
| 2                 | 16 settembre       | 8:15 p.m.          | @ Philadelphia Eagles (M)   | V 22-21            | 1-1                | Lincoln Financial Field    | ESPN               | Sintesi            |
| 3                 | 22 settembre       | 8:20 p.m.          | Kansas City Chiefs (S)      | S 17-22            | 1-2                | Mercedes-Benz Stadium      | NBC                | Sintesi            |
| 4                 | 29 settembre       | 1:00 p.m.          | New Orleans Saints          | V 26-24            | 2-2                | Mercedes-Benz Stadium      | Fox                | Sintesi            |
| 5                 | 3 ottobre          | 8:15 p.m.          | Tampa Bay Buccaneers (T)    | V 36-30 (DTS)      | 3-2                | Mercedes-Benz Stadium      | Prime Video        | Sintesi            |
| 6                 | 13 ottobre         | 4:25 p.m.          | @ Carolina Panthers         | V 38-20            | 4-2                | Bank of America Stadium    | Fox                | Sintesi            |
| 7                 | 20 ottobre         | 1:00 p.m.          | Seattle Seahawks            | S 14-34            | 4-3                | Mercedes-Benz Stadium      | Fox                | Sintesi            |
| 8                 | 27 ottobre         | 1:00 p.m.          | @ Tampa Bay Buccaneers      | V 31-26            | 5-3                | Raymond James Stadium      | Fox                | Sintesi            |
| 9                 | 3 novembre         | 1:00 p.m.          | Dallas Cowboys              | V 27-21            | 6-3                | Mercedes-Benz Stadium      | Fox                | Sintesi            |
| 10                | 10 novembre        | 1:00 p.m.          | @ New Orleans Saints        | S 17-20            | 6-4                | Caesars Superdome          | Fox                | Sintesi            |
| 11                | 17 novembre        | 4:05 p.m.          | @ Denver Broncos            | S 6-38             | 6-5                | Empower Field at Mile High | Fox                | Sintesi            |
| 12                | Settimana di pausa | Settimana di pausa | Settimana di pausa          | Settimana di pausa | Settimana di pausa | Settimana di pausa         | Settimana di pausa | Settimana di pausa |
| 13                | 1º dicembre        | 1:00 p.m.          | Los Angeles Chargers        | S 13-17            | 6-6                | Mercedes-Benz Stadium      | CBS                | Sintesi            |
| 14                | 8 dicembre         | 1:00 p.m.          | @ Minnesota Vikings         | S 21-42            | 6-7                | U.S. Bank Stadium          | Fox                | Sintesi            |
| 15                | 16 dicembre        | 8:40 p.m.          | @ Las Vegas Raiders (M)     | V 15-9             | 7-7                | Allegiant Stadium          | ESPN               | Sintesi            |
| 16                | 22 dicembre        | 1:00 p.m.          | New York Giants             | V 34-7             | 8-7                | Mercedes-Benz Stadium      | Fox                | Sintesi            |
| 17                | 29 dicembre        | 8:20 p.m.          | @ Washington Commanders (S) | S 24-30 (DTS)      | 8-8                | Northwest Stadium          | NBC                | Sintesi            |
| 18                | 5 gennaio          | 1:00 p.m.          | Carolina Panthers           | S 38-44 (DTS)      | 8-9                | Mercedes-Benz Stadium      | CBS                | Sintesi            |

Note:
- Gli avversari della propria division sono in grassetto.
- Il simbolo "@" indica una partita giocata in trasferta.
- (M) indica il Monday Night Football, (T) il Thursday Night Football e (S) il Sunday Night Football.

## Premi

### Premi settimanali e mensili
- Jessie Bates III:

difensore della NFC della settimana 2
- Troy Andersen:

difensore della NFC della settimana 4
- Kirk Cousins:

giocatore offensivo della NFC della settimana 5
giocatore offensivo della NFC della settimana 8
- KhaDarel Hodge:

giocatore degli special team della NFC della settimana 15